# Evaline
Evaline est un groupe américain de rock, originaire de Californie, actif entre 2002 et 2011.

## Histoire
Evaline est formé en 2002 par des amis d'école, Richard Perry (chant), Dominic DiCiano (guitare), Steven Pedersen (basse), Christian Lewis (guitare) et les frères Greg (batterie) et Dan Petersen (guitare). Le groupe sort notamment l'EP Postpartum Modesty,,. Evaline joue ensuite dans des festivals, sur le Vans Warped Tour et le Taste of Chaos Tour sponsorisés, ainsi qu'en première partie de Placebo. Ils assurent également la première partie des groupes Deftones et Dredg. Dans le cadre de Berlin live, le groupe joue pour la chaîne de télévision ZDFkultur le 1er octobre 2011 avec le groupe Kasabian et le chanteur danois Mads Langer au club Tresor.
Après un changement de line-up dû au départ du batteur Steve Forrest pour Placebo en 2008, leur premier album Woven Material sort aux États-Unis en 2011. En Europe, la chanson There There est utilisée dans la campagne RESPECT de l'UEFA  pour l'Euro 2012 et pour la ligue des champions de l'UEFA. 

## Discographie
- 2010 : Hours, Riverman Records (single)
- 2011 : Woven Material (album, Riverman Records)